# Isenthal
Isenthal é uma comuna da Suíça, no Cantão Uri, com cerca de 563 habitantes. Estende-se por uma área de 61,0 km², de densidade populacional de 9 hab/km². Confina com as seguintes comunas: Attinghausen, Bauen, Beckenried (NW), Emmetten (NW), Engelberg (OW), Flüelen, Seedorf, Seelisberg, Wolfenschiessen (NW).
A língua oficial nesta comuna é o Alemão.